# Sek Harbour
Sek Harbour ist eine Bucht an der Küste der Provinz Madang von Papua-Neuguinea. Sie ist damit Teil der Bismarcksee. Benannt ist die Bucht nach der im umliegenden Gebiet ansässigen Volksgruppe der Sek.

## Allgemeines
Die Bucht liegt an der westlichen Küste der Provinz und bildet einen natürlichen Hafen in der Nähe der Kleinstadt Alexishafen. Zum Teil werden die Bezeichnungen Sek Harbour und Alexis Harbour (deutsch: Alexishafen) synonym für die Bucht verwendet. So enthält die 1923 vom Hydrographischen Institut der Vereinigten Staaten herausgegebene Beschreibung der ostindischen Inselwelt einschließlich Papuas keinen eigenen Eintrag für den Sek Harbour, sondern lediglich den Eintrag Alexis Harbour. Auch die Webpage Geonames.com  enthält nur einen Eintrag.
Sek Harbour ist etwa zwei Kilometer breit und wird im Westen von Admosin Island, im Osten durch Sek Island begrenzt. Nördlich von Sek Island bietet der Ottilien Pass einen Zugang zum offenen Meer. Im Norden begrenzt die Landmasse Papuas die Bucht, während im Süden ein von einigen Inseln und Riffen gesäumter Zugang zum Malamal Anchorage und über diesen auch zur Bismarcksee existiert. An der westlichen Küste liegt auch Alexishafen.

## Geschichte
Wegen ihrer von drei Seiten durch Land geschützten Lage war die Bucht bereits zur deutschen Kolonialzeit als guter Ankerplatz bekannt. Der Hafen lag zu dieser Zeit in einem der von Plantagenwirtschaft geprägten Hauptsiedlungsgebiete der Kolonie und bildete mit Alexishafen ein erstes Zentrum der Besiedlung. Weiter nördlich lag Friedrich-Wilhelmshafen, die heutige Provinzhauptstadt Madang.
Zu Beginn des Ersten Weltkriegs lag der deutsche Hilfskreuzer Cormoran einige Tage in der Bucht, bevor das Schiff nach Madang lief, bevor die alliierten Streitkräfte Hafen und Stadt besetzten, was am 24. September 1914 durch die Australian Naval and Military Expeditionary Force geschah. Durch die deutschen Kolonialbehörden gab es keinerlei Widerstand.
Auch nach Ende der deutschen Herrschaft und der Übernahme als Treuhandgebiet von Australien blieb die Bucht bekannt und wurde etwa von 1929 bis 1934 regelmäßig von Dampfern des Norddeutschen Lloyd, so etwa von der Bremerhaven, angelaufen.
Während des Zweiten Weltkriegs besetzte die japanische Armee Papua und erreichte die Gegend um Alexishafen und den Sek Harbour kampflos am 23. Dezember 1942. Die japanische Armee baute die Umgebung von Alexishafen zu einem Stützpunkt- und Flugplatzgelände aus. Die Japaner besetzten und erweiterten den existierenden Flugplatz (als Danip bzw. Alexishafen II bezeichnet) und bauten eine weitere größere Landebahn im Süden nahe der Siedlung (als Alexishafen I bezeichnet).
Am 26. April 1944 befreite das 30. Bataillon der Australier die Gegend. In der Folge entstand in Alexishafen ein Stützpunkt der US Navy für 400 Soldaten auf einer Halbinsel in der Bostrem Bay vor Alexishafen mit zusätzlichen Einrichtungen auf Megas Island und Ulimal Island. Neben einem Süßwasserversorgungssystem für Schiffe, das täglich eine halbe Million Gallonen unbehandeltes Wasser liefern konnte, wurden Reparaturmöglichkeiten für Boote auf schwimmenden Docks gebaut. Die Basis wurde am 17. August 1944 in Betrieb genommen.
Anfang November 1944 war die Basis zu weit hinter den Frontlinien und Pläne für die Demontage traten Ende Dezember in Kraft. Die Wasserversorgung wurde der Royal Australian Navy übergeben. Am 28. Januar 1945 wurde die Basis offiziell als US-Marinestützpunkt außer Dienst gestellt.
Anschließend übernahm Australien die Gegend erneut unter Mandatsverwaltung. 1975 wurde sie Teil des unabhängigen Staates Papua-Neuguinea.